# Chêne-en-Semine
Pour les articles homonymes, voir Chêne (homonymie) et Semine.
Chêne-en-Semine est une commune française située dans le département de la Haute-Savoie, en région Auvergne-Rhône-Alpes.

## Géographie
Située au cœur du plateau de la Semine, ce village se trouve à une quarantaine de kilomètres d'Annecy et une dizaine de la cité de Bellegarde-sur-Valserine. Entourée de bois et de forêts comblées d'étangs, on peut admirer depuis certains endroits de cette commune un panorama sur les Alpes du Nord et le mont Blanc ou, encore plus près, le Vuache.

## Urbanisme

### Typologie
Au 1er janvier 2024, Chêne-en-Semine est catégorisée commune rurale à habitat dispersé, selon la nouvelle grille communale de densité à sept niveaux définie par l'Insee en 2022.
Elle est située hors unité urbaine. Par ailleurs la commune fait partie de l'aire d'attraction de Genève - Annemasse (partie française), dont elle est une commune de la couronne,. Cette aire, qui regroupe 158 communes, est catégorisée dans les aires de 700 000 habitants ou plus (hors Paris),.

### Occupation des sols
L'occupation des sols de la commune, telle qu'elle ressort de la base de données européenne d’occupation biophysique des sols Corine Land Cover (CLC), est marquée par l'importance des territoires agricoles (51,1 % en 2018), une proportion sensiblement équivalente à celle de 1990 (51,5 %). La répartition détaillée en 2018 est la suivante : 
forêts (40,8 %), terres arables (34,2 %), prairies (14,2 %), zones urbanisées (3,3 %), espaces verts artificialisés, non agricoles (3,2 %), cultures permanentes (2,7 %), zones industrielles ou commerciales et réseaux de communication (1,7 %).
L'IGN met par ailleurs à disposition un outil en ligne permettant de comparer l’évolution dans le temps de l’occupation des sols de la commune (ou de territoires à des échelles différentes). Plusieurs époques sont accessibles sous forme de cartes ou photos aériennes : la carte de Cassini (XVIIIe siècle), la carte d'état-major (1820-1866) et la période actuelle (1950 à aujourd'hui).

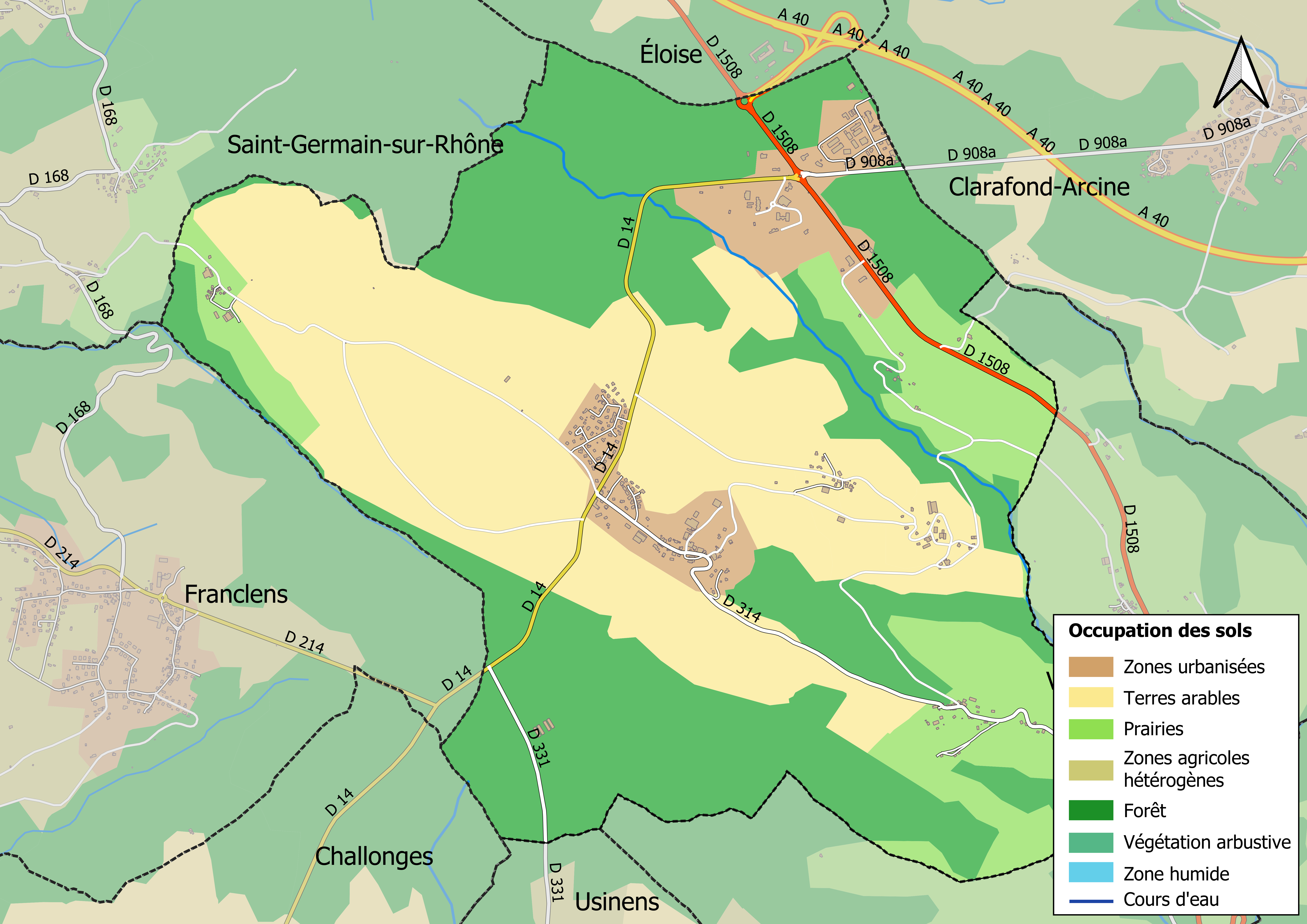
Carte des infrastructures et de l'occupation des sols en 2018 (CLC) de la commune.
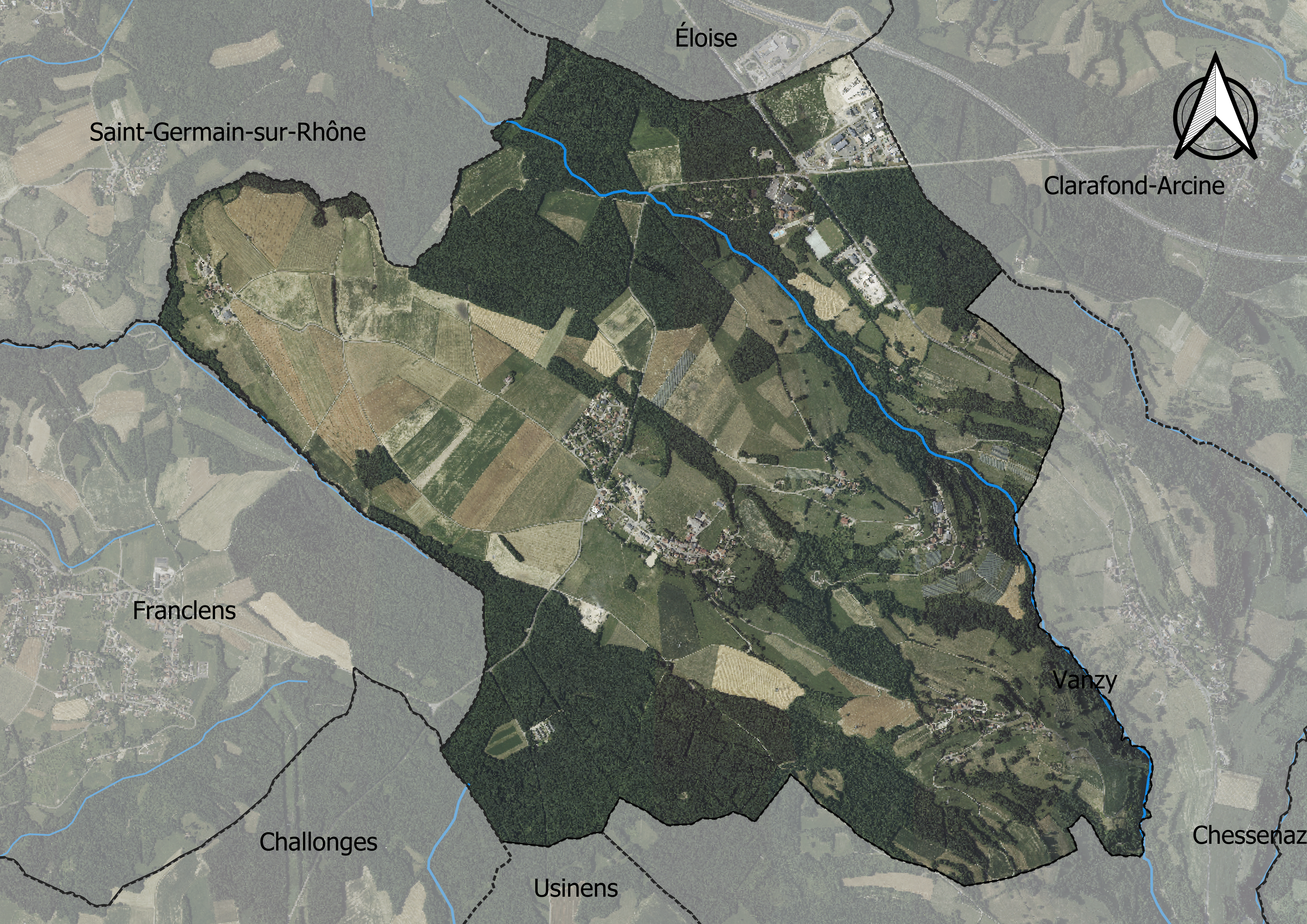
Carte orthophotogrammétrique de la commune.

## Toponymie
En francoprovençal, le nom de la commune s'écrit Shéno, selon la graphie de Conflans.

## Politique et administration
| Période                                  | Période  | Identité     | Étiquette | Qualité                                |
| ---------------------------------------- | -------- | ------------ | --------- | -------------------------------------- |
| ...                                      | 1962     | Jean Messier | ...       | ...                                    |
| mars 2001                                | En cours | Paul Rannard | LR        | Président de la Communauté de Communes |
| Les données manquantes sont à compléter. |          |              |           |                                        |

## Démographie
L'évolution du nombre d'habitants est connue à travers les recensements de la population effectués dans la commune depuis 1793. Pour les communes de moins de 10 000 habitants, une enquête de recensement portant sur toute la population est réalisée tous les cinq ans, les populations de référence des années intermédiaires étant quant à elles estimées par interpolation ou extrapolation. Pour la commune, le premier recensement exhaustif entrant dans le cadre du nouveau dispositif a été réalisé en 2008.

En 2022, la commune comptait 526 habitants, en évolution de +9,58 % par rapport à 2016 (Haute-Savoie : +6,01 %, France hors Mayotte : +2,11 %).
| 1793 | 1800 | 1806 | 1822 | 1838 | 1848 | 1858 | 1861 | 1866 |
| ---- | ---- | ---- | ---- | ---- | ---- | ---- | ---- | ---- |
| 244  | 275  | 285  | 330  | 390  | 412  | 371  | 385  | 403  |

| 1872 | 1876 | 1881 | 1886 | 1891 | 1896 | 1901 | 1906 | 1911 |
| ---- | ---- | ---- | ---- | ---- | ---- | ---- | ---- | ---- |
| 397  | 390  | 378  | 355  | 316  | 300  | 295  | 283  | 260  |

| 1921 | 1926 | 1931 | 1936 | 1946 | 1954 | 1962 | 1968 | 1975 |
| ---- | ---- | ---- | ---- | ---- | ---- | ---- | ---- | ---- |
| 236  | 222  | 206  | 197  | 194  | 182  | 197  | 204  | 183  |

| 1982 | 1990 | 1999 | 2006 | 2008 | 2013 | 2018 | 2022 | - |
| ---- | ---- | ---- | ---- | ---- | ---- | ---- | ---- | - |
| 198  | 234  | 257  | 349  | 375  | 414  | 513  | 526  | - |

## Lieux et monuments
- Monument aux morts de la commune.
- Église Saint-Nicolas[11]. Construction en 1108.
- Piscine de la Semine.
- Zone d'activités commerciales de la Croisée.

## Héraldique
| Blason de Chêne-en-Semine | Blason  | D'or au chêne de sinople mouvant de la pointe; au chef d'or chargé d'un gland versé de sinople accosté de deux feuilles de chêne du même celle de dextre posée en bande et celle de senestre en barre; le tout enfermé dans une bordure diminuée d'azur combinée à une divise du même brochant sur le trait du chef. |
| Blason de Chêne-en-Semine | Détails | Le statut officiel du blason reste à déterminer. |